# Madame de Maintenon
Pour les articles homonymes, voir Aubigné et Maintenon (homonymie).
Titre
Épouse secrète du roi de France et de Navarre
9 octobre 1683 – 1er septembre 1715
(31 ans, 10 mois et 23 jours)
Signature
Madame de Maintenon, née Françoise d'Aubigné ou, plus rarement, d'Aubigny, née le 27 novembre 1635 à Niort et morte le 15 avril 1719 à la Maison royale de Saint-Louis à Saint-Cyr, est une dame française des XVIIe et XVIIIe siècles qui fut l'épouse de l'écrivain Paul Scarron puis du roi Louis XIV. Elle fut titrée marquise de Maintenon. Elle est la fondatrice de la Maison royale de Saint-Louis.
Nommée secrètement — puis ouvertement après leur légitimation — gouvernante des enfants naturels de Louis XIV (1638–1715), roi de France et de Navarre, et de sa maîtresse madame de Montespan, elle épousa secrètement le roi après la mort de la reine Marie-Thérèse en 1683. Le mariage resta officiellement secret, bien qu'il fût ensuite connu de tous. Françoise de Maintenon eut alors sur le roi une influence dont on discerne encore aujourd'hui difficilement l'ampleur, mais qui est sans doute surestimée, notamment à cause de l'appréciation erronée sur la bigoterie affirmée de la marquise.

## Biographie

### Enfance
Françoise d’Aubigné est la fille de Constant d'Aubigné — lui-même fils du célèbre poète protestant et ami d'Henri IV, Agrippa d'Aubigné — et de sa seconde épouse Jeanne de Cardilhac. Constant d'Aubigné, après avoir abjuré sa foi protestante en 1618, assassine sa première épouse et son amant en 1619, puis dépense rapidement la dot de la deuxième, et est soupçonné d'intelligence avec les Anglais avec qui il est en relation d'affaires. Il est ainsi enfermé dans plusieurs prisons, dont celle de Bordeaux, le château Trompette, et celle de Niort. Françoise naît le 27 novembre 1635 rue du Pont dans la prison royale de Niort (baptisée à Niort, paroisse Notre-Dame), dans la geôle où son père est incarcéré pour dettes (Jeanne de Cardilhac, trop jeune et désargentée, partageant la cellule avec son mari), ce lieu de naissance étant incertain.
Lorsque son père sort de la prison de Niort, la jeune Françoise passe les premiers mois de sa petite enfance chez madame de Villette, sa tante huguenote, au château de Mursay, au nord de Niort. Elle passe les six années suivantes avec ses parents dans la colonie de la Martinique : son père ayant obtenu la charge de gouverneur des îles de Marie-Galante, il s'installe dans « l’île aux fleurs » où il a décidé de faire fortune. Elle y garde un souvenir très fort, transmis à ses futurs époux, le poète burlesque Paul Scarron puis le roi de France Louis XIV, qui décide dès 1674 d'intensifier la culture de la canne à sucre en Martinique puis à Saint-Domingue.
Le nom de son père est cité dans un premier voyage un an plus tôt, celui de 1635 avec Pierre Belain d'Esnambuc, fondateur de Saint-Pierre en Martinique en 1635. Le couple part en 1636 pour la colonie de Saint-Christophe, d'où il gagne la Martinique. Françoise vit avec ses parents dans le village du Prêcheur, le premier où est arrivé d'Esnambuc, tout près de Saint-Pierre à l'extrémité nord-ouest de la Martinique, exposé aux attaques incessantes des autochtones de l'île de la Dominique.
Officiellement, son père est gouverneur de la toute petite île de Marie-Galante, toute proche. Mais ce titre ne lui est pas reconnu et il n'a pas les moyens de le valoriser. L'île est alors vierge et doit en principe gouverner la Martinique, elle-même couverte aux neuf dixièmes de forêts, où autochtones et boucaniers font la loi. La famille de Françoise survit en fait dans la pauvreté, alors que la colonie anglais de Barbade, non loin, accède bientôt à la richesse. Ce séjour de six ans lui vaudra le surnom de « belle Indienne ». Il s'achève à l'époque où les colons de la Martinique tentent sans succès d'introduire la culture de la canne à sucre, qui s'avère très rentable à la Barbade dès les années 1640, et entraîne l'éviction des planteurs de tabac. À son retour en France, en juillet 1647, Françoise apprend la mort de son père qui avait abandonné sa famille en 1645 pour chercher en métropole à faire reconnaître son titre de gouverneur.
Jeanne de Cardilhac et ses trois enfants vivent misérablement dans une pièce unique, dans une maison proche du port de La Rochelle. La future Madame de Maintenon « n'oubliera jamais l'humiliation de la mendicité qu'elle a vécue à l'époque de ses douze ans, dans la faim, le froid, le désespoir de sa mère » qui « se perd dans le monde des hommes de loi parisiens, sans parvenir à recouvrer une partie de l'héritage » de son mari. Elle est à nouveau prise en charge par sa tante de Niort, Mme de Villette, fervente protestante. Sa marraine, Madame de Neuillant, fervente catholique, obtient de la reine-mère Anne d'Autriche une lettre de cachet pour récupérer Françoise et lui permettre de pratiquer le catholicisme (en effet à sa naissance Madame d'Aubigné l'avait fait baptiser dans la religion catholique) et renier sa foi calviniste. Elle la place contre sa volonté au couvent des Ursulines de Niort, puis chez les Ursulines de la rue Saint-Jacques à Paris où, grâce à la douceur et l'affection d'une religieuse, sœur Céleste, la jeune fille renonce définitivement au calvinisme, condition indispensable pour pouvoir accompagner Mme de Neuillant dans les salons parisiens. C'est à l'une de ces réunions mondaines qu'elle rencontre le chevalier de Méré qui se prend d'affection pour celle qu'il nomme « la belle Indienne » et s'offre de l'instruire convenablement.

### Premier mariage

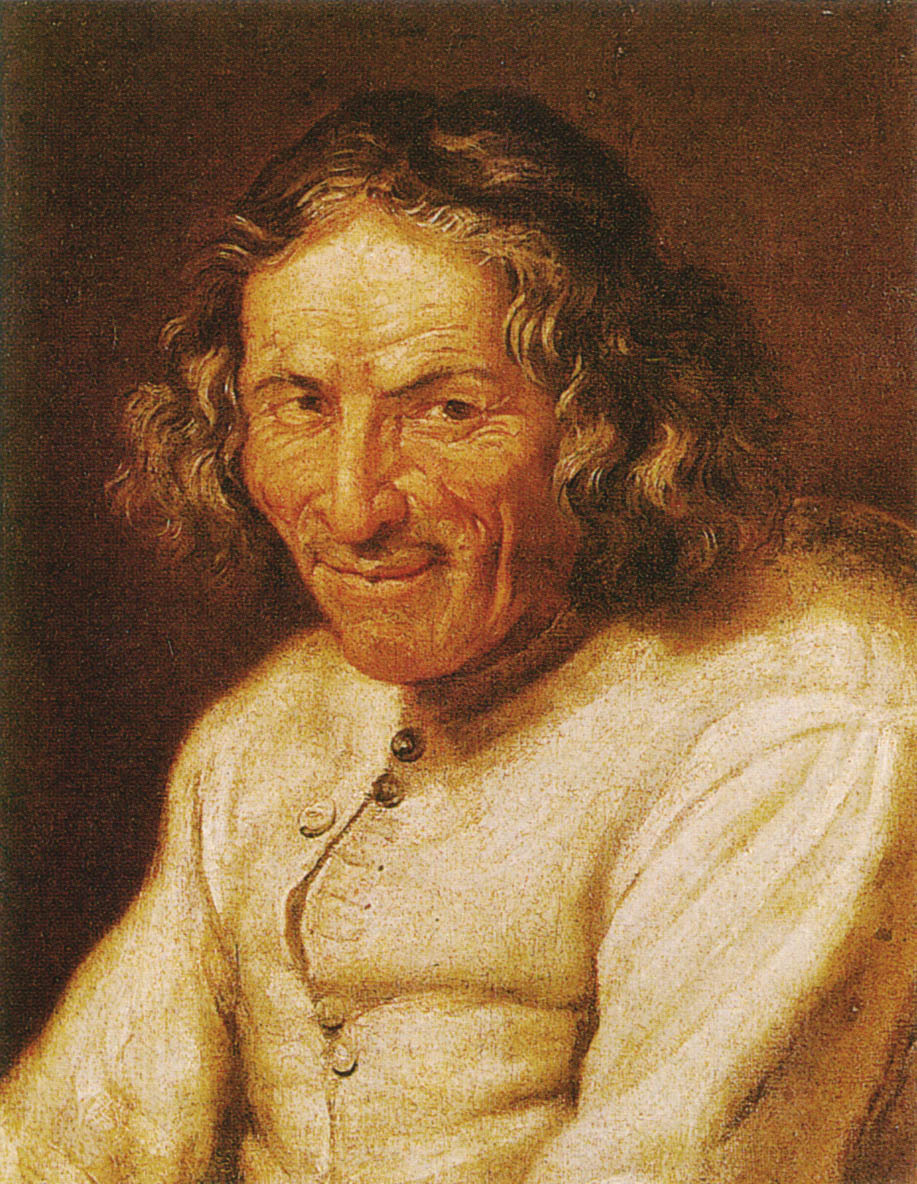
Le poète Paul Scarron, premier mari de Françoise d'Aubigné.

Quatre ans après son retour en France, en avril 1652, à l'âge de seize ans, Françoise d'Aubigné, sans le sou mais jolie et sage, épouse le poète burlesque Paul Scarron, de vingt-cinq ans son aîné et gravement handicapé. Le salon de ce lettré amateur de fêtes et ami de nombreux artistes est fréquenté par les plus prestigieux noms de la capitale (par exemple le maréchal d'Albret, le marquis de Villarceaux, l'abbé de Choisy), Scarron est partiellement paralysé depuis un malencontreux bain nocturne dans l’Huisne, affluent de la rive gauche de la Sarthe, en hiver. Il propose à une Françoise orpheline, très pauvre (elle ne possède absolument rien) et fragilisée, de la doter pour qu'elle puisse entrer au couvent, ou de l'épouser lui-même. Scarron rédige lui même le contrat de mariage en ces termes : « La future apporte en dot ... deux grands yeux fort mutins, un très beau corsage, une paire de belles mains et beaucoup d'esprit ». Par ce contrat conclu le 4 avril 1652, il lui accorde aussi trois mille livres de préciput.
« La belle Indienne » influence la deuxième partie de l'œuvre de Paul Scarron, qui fera ensuite fréquemment référence à la nécessité d'aller aux Indes et à la Martinique. Le poète a très sérieusement investi 3 000 livres dans une société commerçant avec la Martinique. Pour faire plaisir à sa jeune épouse, Scarron accepte aussi d'enlever de son œuvre des répliques trop grivoises.
Madame Scarron devient l’animatrice du salon ouvert par son mari, très fréquenté par les écrivains de l'époque. Dès lors, elle se tisse un solide réseau de relations avec les beaux esprits du Marais parmi lesquels se trouvent Françoise-Athénaïs de Montespan et Bonne d'Heudicourt, nièces du maréchal d'Albret, Madame de La Fayette, Madame de Sévigné, Ninon de Lenclos, et bien d'autres.

En 1660, alors qu'elle a vingt-cinq ans, Paul Scarron, qui lui avait transmis une grande culture, meurt en ne lui léguant que des dettes. De son mariage, Françoise a gagné l’art de plaire et en a conservé les relations ; ainsi, Anne d’Autriche, sollicitée par des amis communs, accorde à la veuve Scarron une pension de 2 000 livres. À la mort de la reine mère, sa pension est rétablie grâce à l'intervention de madame de Montespan, dame d'honneur d'Henriette, duchesse d'Orléans, belle-sœur du Roi ; les deux femmes s'étaient rencontrées chez le maréchal d'Albret, cousin par alliance de Mme de Montespan et proche de Paul Scarron.

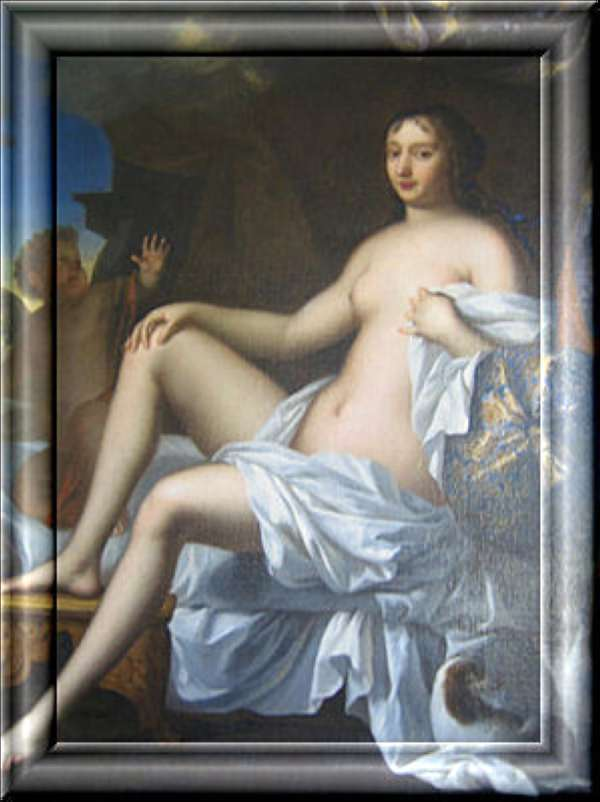
Portrait présumé de Françoise d'Aubigné peinte dénudée par son amant Louis de Mornay (vers 1662) qui la représente en Diane ou Nymphe sortant du bain.

 Si Madame de Montespan pensa à elle pour devenir la gouvernante des bâtards royaux, c'était parce que la veuve Scarron avait su la divertir et qu’elle était discrète. Françoise accepta parce qu'elle aimait les enfants, mais aussi et surtout parce qu'elle savait bien que l’on gagnait toujours à servir le Roi.
Après la mort de son mari, Françoise devient la maîtresse de Louis de Mornay, marquis de Villarceaux, pendant trois ans, avant de mettre un terme à sa relation pour préserver sa réputation. Il restera de cette liaison une peinture réalisée par Mornay lui-même, et la représentant en déesse grecque, le sein nu, le regard fixé sur l'horizon, indifférente à son amant, représenté sous les traits de l'Amour tenant sa flèche. Cette toile est conservée dans la salle à manger du Château du haut du domaine de Villarceaux, dans le Val-d'Oise.
Elle se forge dès lors une image de femme pieuse et dévote, comme l'atteste sa correspondance avec l'abbé François Gobelin (16..-1692), son confesseur depuis 1666.

### Au service des enfants du roi

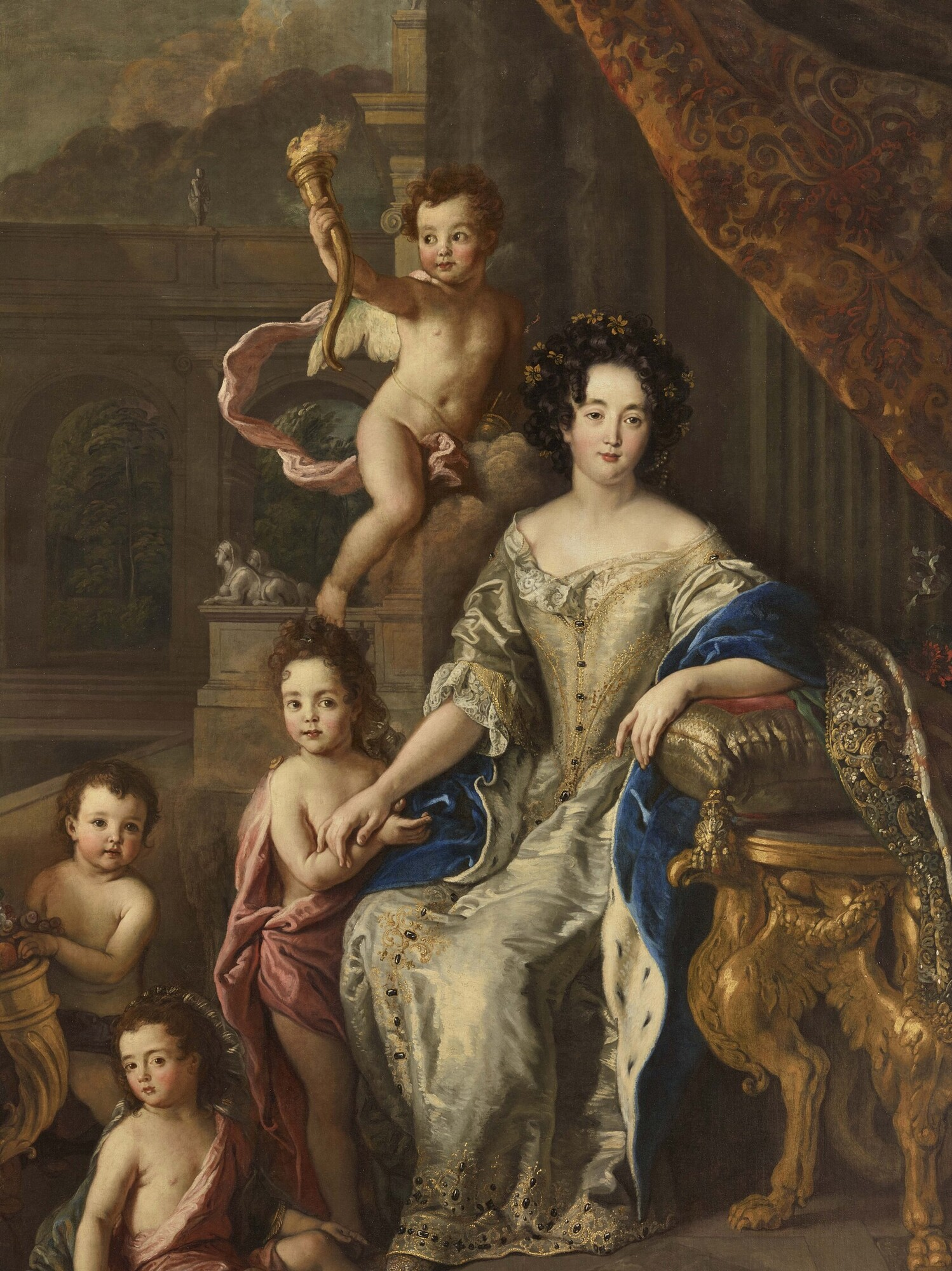
Portrait présumé de Madame de Montespan et ses enfants.

Madame de Montespan l'invite à la cour de France en 1668. En 1669, sur la proposition de Mme d'Heudicourt, elle accepte la charge de gouvernante des enfants illégitimes du roi et de Mme de Montespan, alors qu’elle vient de refuser d'être la dame de compagnie de Marie-Françoise-Élisabeth de Savoie, reine du Portugal. Elle s’installe donc à Paris « au fin fond du faubourg Saint-Germain [...] quasi auprès de Vaugirard, dans la campagne », selon la description que fait du lieu en 1673 madame de Sévigné,. Madame Scarron y vit, entre 1672 et 1674, dans la plus grande discrétion et y rencontre pour la première fois le roi qui s’y aventurait pour voir ses enfants.
Celui-ci, qui ressent beaucoup d'affection pour ses enfants adultérins, constate l'attention maternelle dont la veuve Scarron entoure ses petits protégés. Lors de la mort de l'aîné d'entre eux, remarquant le chagrin et les larmes de la gouvernante de ses enfants, il confie à un proche : « Comme elle sait bien aimer, il y aurait du plaisir à être aimé d'elle ».
Elle réapparaît à la cour en 1673 lors de la légitimation des bâtards royaux (enfants dont le nom de la mère reste officiellement inconnu). Mais la gouvernante doit affronter la jalousie de plus en plus grande de Madame de Montespan, si bien qu'elle menace de démissionner. Le roi lui fait don d'une gratification extraordinaire de 100 000 écus pour qu'elle reste.
Madame de Maintenon acquiert en 1674, l'année de la dissolution de la Compagnie française des Indes occidentales, la nouvelle ferme du tabac, un monopole fiscal sur les 2,5 millions de livres de tabac produites annuellement dans la colonie de Saint-Domingue, que lui confie le roi et qu'elle revend rapidement à un consortium de financiers mené par le banquier Antoine Crozat, futur entrepreneur de la Louisiane.

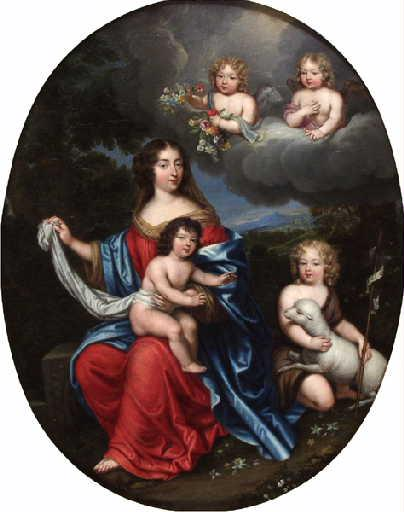
Madame de Maintenon avec le duc du Maine et le Comte de Vexin

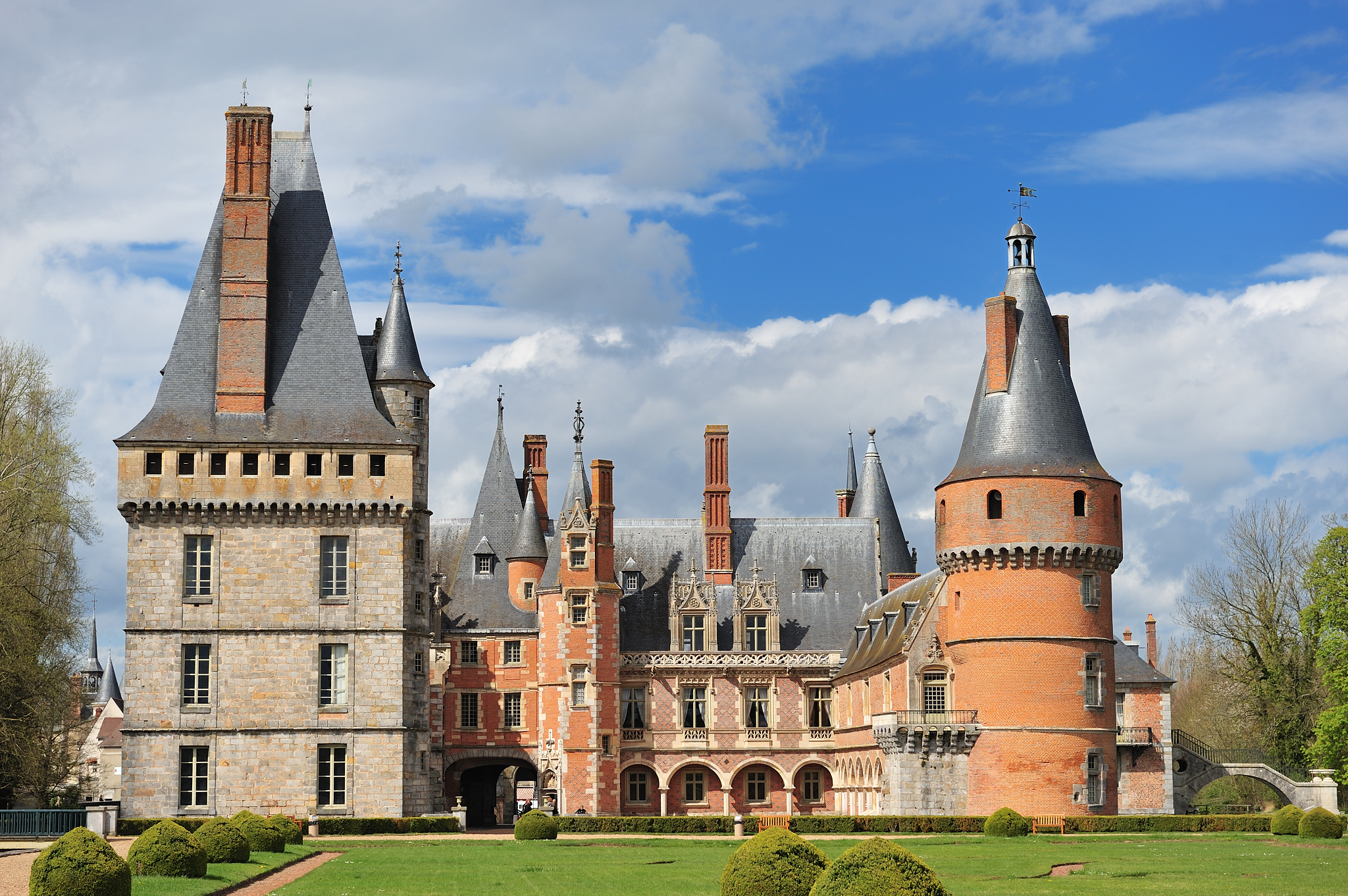
Le château de Maintenon.

Le 27 décembre 1674, elle achète pour 150 000 livres, avec l'argent de la revente de la ferme du tabac, le château et le titre de Maintenon à Françoise d’Angennes, épouse d'Odet de Riantz, marquis de Villeroy, et héritière de Charles François d'Angennes, marquis de Maintenon. Ce dernier fut gouverneur de Marie-Galante (le titre qu'avait convoité le père de Françoise) et sera l'année suivante l'un des chefs des flibustiers aux Antilles pendant deux ans, avant de pourchasser ces mêmes flibustiers pour le compte du roi. Il devient ensuite le plus riche planteur de la Martinique, à partir du village même où avait habité Françoise, au nord de Saint-Pierre de la Martinique. Les enfants bâtards du roi, d'abord élevés rue de Vaugirard, le sont ensuite aussi au château de Maintenon.
Même s'ils se sont rencontrés dès 1669, le roi ne parut pas apprécier la veuve Scarron dans un premier temps. Il avait fini par s'habituer à elle et commença à s'y attacher irrémédiablement lorsqu'elle parut montrer une douleur « plus vive que celle de Madame de Montespan » à la suite du décès de la fille aînée de la favorite à l'âge de trois ans, le 23 février 1672.
Par la suite, elle se rendit à Barèges pour soigner le duc du Maine, franchissant le col du Tourmalet en 1675. Dès lors, tout s'accéléra, sa faveur grandit, Louis XIV lui conféra la charge de seconde « dame d'atours » de la dauphine Marie-Anne de Bavière le 8 janvier 1680, spécialement créée pour elle, et elle forma aussitôt avec le roi le vrai couple parental des bâtards, dont l'aîné, le duc du Maine, faisait les délices d'après les chroniques.

### Le mariage secret

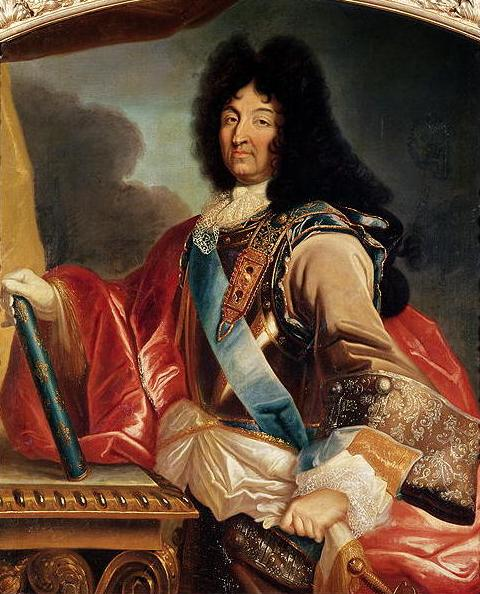
Louis XIV par Mignard (avant 1695).

La disgrâce progressive de Madame de Montespan, compromise dans l’affaire des poisons, la mort en couches de Mademoiselle de Fontanges, dernière favorite du roi, puis, le 30 juillet 1683, celle de la reine Marie-Thérèse d'Autriche mettent fin au cas de conscience qui se posait à Mme de Maintenon concernant sa relation avec Louis XIV et lui permettent de prendre un ascendant grandissant sur le roi. Celui-ci, éternel amoureux, a besoin d'une femme à ses côtés, mais sa « conversion » l'incite à fuir le péché de la chair. Ne voyant pas d'utilité en une union politique avec l'infante Isabelle-Louise de Portugal ou la princesse Anne-Marie-Louise de Médicis, pourtant citées comme favorites pour le trône, le roi penche vite pour un mariage d'inclination avec celle qu'il aime et qui est appelée par les courtisans « Madame de maintenant ».
Avec le soutien actif de l'Église catholique en France, Françoise d'Aubigné, veuve Scarron, âgée de près de quarante-huit ans, épouse secrètement, dans la nuit du 9 au 10 octobre 1683, le roi de France et de Navarre, ce mariage secret ne choquant ainsi ni la cour, ni l'Église. Selon un article publié sur le blog de la Bibliothèque nationale de France en 2014, « il n’existe apparemment aucune preuve écrite du mariage de Madame de Maintenon avec le roi Louis XIV. »
À la Cour, on sait bien ce qu'il en est : le roi passe une grande partie de son temps dans les appartements de sa femme et, lorsque Madame de Maintenon se déplace en chaise à porteurs, les princesses doivent suivre immédiatement derrière. Ce qui fera dire à Madame de Maintenon : « Mon bonheur est éclatant ».[réf. souhaitée] La question de ce mariage gardé secret agite la cour française et les cours étrangères. À sa tante, Sophie de Hanovre, qui lui en demande des nouvelles, la princesse Palatine, grande ennemie de Madame de Maintenon, admet toutefois : « […] il est impossible de savoir ce qu’il en est. En tout cas, ce qu’il y a de certain, c’est que le roi n’a jamais eu pour aucune maîtresse la passion qu’il a pour celle-ci [Madame de Maintenon] ; c’est quelque chose de curieux à voir quand ils sont ensemble. » Le mariage dut être tenu secret pour que l'épouse ne fût pas titrée reine, le sacrement du mariage donnant en France à l'épouse la condition et le rang de son mari, contrairement aux[réf. nécessaire] mariages dits morganatiques qui se pratiquaient dans les dynasties allemandes.

### Son influence sur Louis XIV
Mme de Maintenon fait planer sur la cour à la fin du règne de Louis XIV une ère de dévotion et d'austérité. On lui prête une grande influence sur le roi et sur la Cour, notamment concernant la décision ayant conduit à la révocation, en 1685, de l’édit de Nantes, qui provoqua l’exode d'une grande partie des protestants, ou l’incitation au déclenchement de la guerre de Succession d'Espagne en 1701. Les historiens se sont beaucoup interrogés sur le rôle effectif joué par Mme de Maintenon, accusée de tous les maux. En ce qui concerne précisément la révocation de l'édit de Nantes par l'édit de Fontainebleau, l'ensemble des historiens souscrit aujourd'hui à la démonstration résumée par François Bluche dans sa biographie de référence sur le grand roi :

« La marquise de Maintenon se réjouit des conversions, quand elles lui semblent le résultat de la persuasion et de la douceur. Mais elle répugne à la contrainte envers ses anciens coreligionnaires. Seules une polémique outrancière, puis une légende sans fondement pourront faire croire qu'elle ait encouragé le monarque à la dureté[source insuffisante][réf. nécessaire]. »

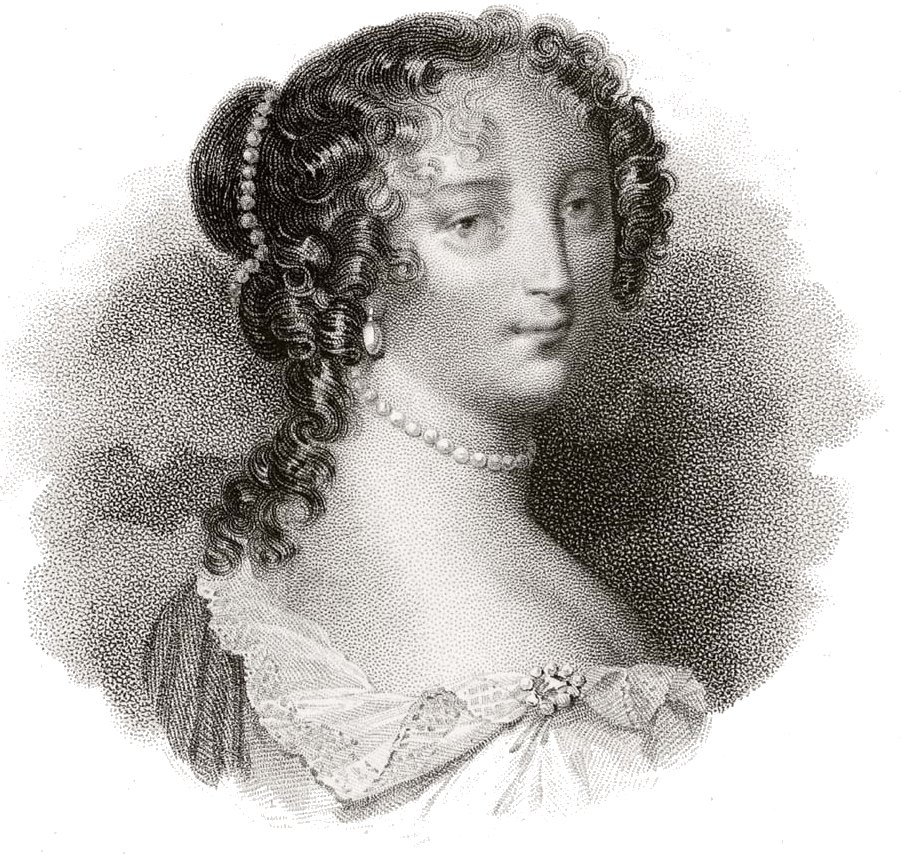
Françoise d'Aubigné, gravure romantique d'après son portrait par Jean Petitot le vieux en 1685.

Si elle pensait que les moyens tels que l’augmentation des charges pouvaient donner quelque chose, elle préférait les voies de la persuasion : « Quant aux autres conversions, ajoutait-elle, vous n’en sauriez trop faire. » Ces autres conversions étaient les conversions volontaires.
Pour sa défense, elle avança ceci à Mme de Frontenac : « Ruvigny est intraitable. Il a dit au roi que j'étais née calviniste, et que je l'avais été jusqu'à mon entrée à la cour. Ceci m’engage à approuver des choses fort opposées à mes sentiments. » Dans une autre lettre : « Ruvigny veut que je sois encore calviniste au fond du cœur. » Ces délations pourraient avoir empêché Mme de Maintenon d’intervenir à sa guise sur le sujet. Si elle avait protégé les protestants, elle aurait confirmé les soupçons qu’on faisait peser sur elle. Or, on sait qu'en 1675, elle avait écrit en faveur des huguenots, à la suite d'injustices qu'ils avaient subies.
Si elle craignait pour elle, cela pourrait expliquer la lettre suivante : « Je crois bien que toutes ces conversions ne sont pas sincères ; mais Dieu se sert de toutes les voies pour ramener à lui les hérétiques. Leurs enfants seront au moins catholiques, si les pères sont hypocrites. Leur réunion extérieure les approche au moins de la vérité. Ils ont des signes communs avec les fidèles. Priez Dieu qu’Il les éclaire tous. Le roi n’a rien tant à cœur. » Néanmoins, une lettre écrite vers 1680 à Mme de Saint-Géran est instructive : « Il pense sérieusement à la conversion des hérétiques, et dans peu on y travaillera de tout bon. » Mais, il semble bien que les conditions effroyables des conversions lors des dragonnades étaient ignorées même du roi, Louvois portant la responsabilité de cette affaire.
En 1858 un écrivain de sa ville natale cite et retranscrit cette lettre de remontrance (qu'il ne date pas ni ne « source ») à son frère le marquis d'Andigné, « gouverneur d'Amersfort » (Amersfoort, Pays-Bas) :
« On m'a porté sur votre compte des plaintes qui ne vous font point d'honneur. Vous maltraitez les huguenots, vous en faites naître des occasions ; ceci n'est pas d'un homme de qualité. Ayez pitié de gens plus malheureux que coupables. Ils sont dans des erreurs où nous avons été nous-mêmes, et d'où la violence ne nous aurait jamais tirés (…). Ne les inquiétez donc point. Il faut attirer les hommes par la douceur et la charité. Jésus-Christ nous en a donné l'exemple, et telle est l'intention du roi (…). C'est à vous de contenir tout le monde par l'obéissance. C'est aux évêques et aux curés à faire des conversions par l'exemple (…). Ni Dieu, ni le Roi ,ne vous ont donné charge d'âmes. Sanctifiez la vôtre et soyez sévère pour vous seul. » ; le ton et la conclusion ont l'intransigeance d'une descendante de huguenots.
De fait, la révocation de l'édit de Nantes n'était que la dernière phase d'un processus de normalisation religieuse que le roi avait commencé quelques années plus tôt avec les dragonnades et les missionnaires chargés de convertir les protestants de gré ou de force.
Il est sûr que son statut ambigu (elle était une simple mondaine en public, reine en privé, mais aussi collaboratrice, belle-mère et belle-grand-mère) fut source pour elle d'une grande tension psychologique. Peu aimée de la famille royale, elle le fut encore moins des courtisans et du peuple qui lui prêtaient un pouvoir disproportionné et voyaient en elle le « mauvais génie » de Louis XIV. Il semble donc que ce pouvoir n'était pas si important que cela. Certes elle était écoutée du roi qui lui demandait même volontiers ses conseils, mais ceux-ci étaient rarement appliqués ou alors en partie. Nous savons aussi que le roi n'était pas toujours tendre avec elle, lui assénant parfois des répliques cassantes sur ses origines ou sur son tempérament[réf. nécessaire] On sait aussi aujourd'hui que la marquise ne cherchait pas forcément à avoir de l'influence sur le roi, elle s'était toujours dite novice en politique[réf. nécessaire].
En revanche, on peut dire que le pouvoir de la Marquise dans la famille royale était, lui, beaucoup plus important. Le roi lui faisait confiance et lui confiait souvent des missions de remontrances envers certaines princesses des querelles de qui il était las (ce qui était logique puisqu'elle les avait élevées. Car celles qui montraient le plus d'orgueil étaient les princesses légitimées, bâtardes du roi et de Mme de Montespan). À défaut d'être aimée (néanmoins, la « petite dauphine » Marie-Adélaïde de Savoie, de son vivant, égaya ses vieux jours et ceux de Louis XIV), elle fut crainte par tous les membres de la famille royale. Nous savons aussi en revanche que le roi lui faisait grande confiance en ce qui le concernait et ainsi on ne peut nier que la dévotion qui s'empara de lui et de la cour à partir de la fin du XVIIe siècle fut due à l'influence de la Marquise. Ainsi donc, elle n'eut aucune influence sur le plan politique, contrairement à ce que l'on dit, mais une influence et un pouvoir important sur le caractère du roi et la condition de la cour durant toute la fin du règne, ce qui est loin d'être insignifiant et sans importance[réf. nécessaire].
La duchesse d'Orléans souffrait de l'esprit de bigoterie qui s'était emparé de la cour de Versailles et regrettait le temps où l'on se divertissait plus que sous « le règne de madame de Maintenon ».

### Création de l'école Saint-Cyr

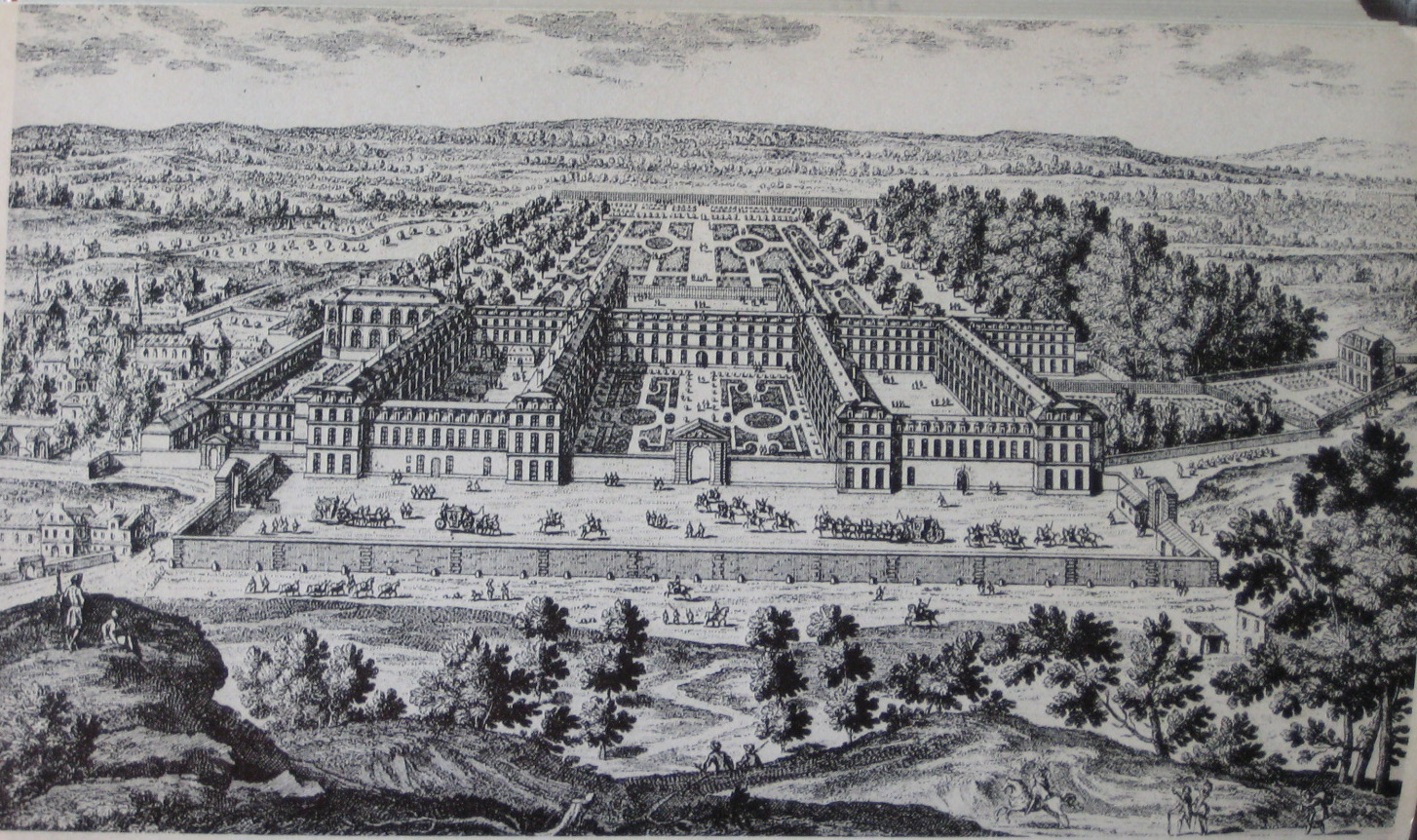
Vue de la Maison royale de Saint-Louis au début du XVIIIe siècle.

Madame de Maintenon n'a pas une grande influence dans la vie politique du royaume de France. Mais elle a toutefois convaincu Louis XIV de créer la Maison royale de Saint-Louis à Saint-Cyr, pensionnat chargé de l'éducation des jeunes filles nobles et désargentées fondé en 1686.
C'est sans nul doute l'une des plus grandes créations du Roi-Soleil. Non loin du château de Versailles, cette école a pour but d'accueillir des filles d'officiers morts au combat, ou dont la santé ou la fortune a été ruinée à cause de la guerre. Ces jeunes filles, âgées entre 7  et   20 ans, reçoivent une éducation leur permettant de contracter un mariage avantageux. Musique, théâtre, littérature, etc. Aucun enseignement n'est oublié pour faire de ces jeunes filles des femmes illustres du XVIIIe siècle.

### Dernières années
En 1715, trois jours avant la mort du roi, Madame de Maintenon se retire dans la Maison royale de Saint-Louis à Saint-Cyr. Elle y reçoit, le 11 juin 1717, la visite du tsar Pierre le Grand qui était « venu voir tout ce qui en valait la peine en France ». Elle y meurt le 15 avril 1719, quatre ans après son époux, à l'âge de 83 ans.

## Enterrement et destin posthume

### Enterrement
« Le dix septième jour du mois d'avril mil sept cent dix neuf a ete inhumée en un cercueil de plomb et dans un caveau construit au milieu du chœur de cette Église, Très haute et Très Puissante Dame Madame Françoise d'Aubigné Marquise de Maintenon, Institutrice de cette Royalle Maison de St Louis, et y jouissant de tous les honneurs et Privilèges des fondateurs, décédée en cette ditte maison le samedy quinzieme du présent mois à cinq heures de relevée, âgée de quatre vingt trois ans quatre mois dix huit jours. »

— Archives départementales des Yvelines - Saint-Cyr-l'École (chapelle Saint-Louis)(S 1700-1792 ; vue 11/39)(Adrien Maurice, duc de Noailles, fut présent à l'inhumation)[réf. à confirmer]
Madame de Maintenon est d'abord enterrée dans l'allée centrale de la chapelle de la Maison Royale de Saint-Louis, maison où elle finit sa vie, où elle dit en y venant pour la première fois : « Ce qui me fait plaisir, c'est que je vois ici ma retraite et mon tombeau ».

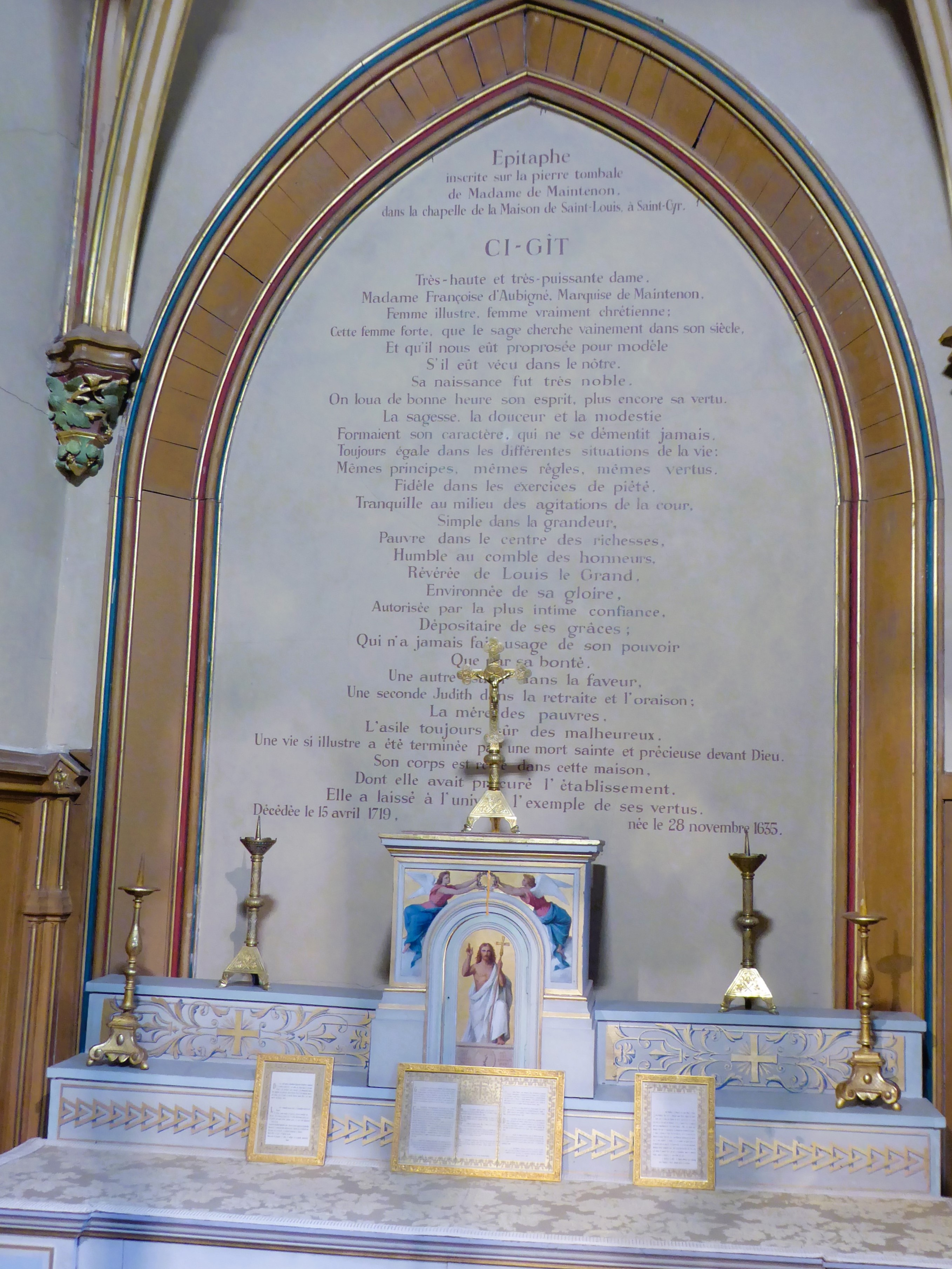
Fac-similé de l'épitaphe dans le cénotaphe du château de Maintenon.

Cette épitaphe, composée par l'abbé de Vertot, revue par M. le maréchal de Noailles, est sur une pierre de marbre, dans le chœur de l'église de Saint-Louis, à Saint-Cyr :
Ci gît
Madame Françoise d'Aubigné,
Marquise de Maintenon.
Femme illustre, femme vraiment chrétienne :
Cette femme forte que le sage chercha
Vainement dans son siècle :
Et qu'il nous eût proposée pour modèle
S'il eût vécu dans le nôtre.
Sa naissance fut très noble.
On loua de bonne heure son esprit :
Et plus encore sa vertu.
La sagesse, la douceur, la modestie
Formèrent son caractère, qui ne se démentit jamais.
Toujours égale dans les différentes situations de sa vie :
Mêmes principes, mêmes règles, mêmes vertus :
Fidèle dans les exercices de piété :
Tranquille au milieu des agitations de la cour :
Simple dans la grandeur :
Pauvre dans le centre des richesses :
Humble au comble des honneurs :
Révérée de Louis le grand,
Environnée de sa gloire,
Autorisée par la plus intime confiance,
Dépositaire de ses grâces.
Qui n'a jamais fait usage de son pouvoir
Que par sa bonté.
Une autre Esther dans la faveur.
Une seconde Judith dans l'oraison.
La mère des pauvres.
L'asile toujours sûr des malheureux.
Une vie si illustre a été terminée
Par une mort sainte,
Et précieuse devant Dieu.
Son corps est resté dans cette sainte maison,
Dont elle avait procuré l'établissement.
Et elle a laissé à l'univers l'exemple
De ses vertus.
Décédée le 15 avril 1719.
Née le 27 novembre 1635.
Il est à noter qu'il existe dans le château de Maintenon, à l'extrémité de la grande galerie des portraits, un cénotaphe de Madame de Maintenon comportant le fac-similé de la plaque épitaphe du premier tombeau de Madame de Maintenon à Saint-Cyr.
Sa nièce, Françoise Charlotte d'Aubigné (1684-1739), hérita du château de Maintenon, ainsi que de sa fortune. Elle était mariée depuis 1698 à Adrien de Noailles.

### Pendant la Révolution
En 1794 — la Maison royale devenue un hôpital militaire — divers travaux sont effectués dans l'église désaffectée pour la partager en deux étages. Au cours de ces travaux, les ouvriers trouvent une dalle noire sur laquelle on lit : « La tombe de Madame de Maintenon, favorite d'un Roi ». Il est pourtant difficile de savoir comment cette dalle a pu prendre la place de l'autre. Toujours est-il que les ouvriers brisent la dalle, pénètrent dans le caveau, défoncent le cercueil de chêne et ouvrent le cercueil de plomb pour en arracher « le corps de l'illustre fondatrice de Saint-Cyr ». Selon un témoin oculaire, ils trouvent le corps parfaitement conservé, preuve que les embaumeurs ont accompli un travail délicat. « Ce jour-là, elle fut traitée en reine », écrit un de ses biographes, cité dans L'Allée du Roi.
La dépouille est alors traînée dehors et offerte aux insultes de la foule. Sans source sûre, seule celle-ci existant, un jeune officier, à la faveur de la nuit, réussit à soustraire le corps à ces outrages et enterre « dans la sombre allée d'un jardin les restes tout dépouillés, mais reconnaissables encore, de Madame de Maintenon ».

### AuXIXesiècle
En 1802, le directeur du Prytanée, nommé Crouzet, « ayant été averti (les textes ne disent ni comment ni par qui) de l'endroit de cette sépulture, fit exhumer le cadavre pour le placer dans l'ancienne Cour Verte », actuellement Cour Louis XIV, et cela sans cercueil, mais en jetant simplement les os à même la terre[réf. nécessaire]. Sur l'une des faces du tombeau se trouve cette inscription :

« Les Élèves du Collège de Saint-Cyr à Madame de Maintenon

Elle fonda Saint-Cyr, édifia la France ;

Son tombeau fut détruit, ses restes outragés ;

La jeunesse en gémit, et la reconnaissance

Élève une autre tombe à ses mânes vengés

Collache, Élève. »

En 1805, le général Dutheil, commandant le Prytanée, ordonne la destruction du tombeau de « la fanatique qui avait fait révoquer l'édit de Nantes ». Les restes sont alors placés dans un « coffre d'emballage » et relégués dans le débarras de l'économat, à l'emplacement de l'actuelle salle 06J. Pendant trente ans, le coffre est oublié, sauf par ceux qui dérobent quelques ossements en guise de relique.
En 1836, le colonel Baraguey d'Hilliers, commandant l'École royale militaire, rassemble le contenu de ce coffre et divers objets retrouvés dans le premier tombeau pour les faire déposer dans un mausolée de marbre noir placé dans un renfoncement du chœur de la chapelle, sans doute à l'emplacement actuel de la statue polychrome de Saint-Louis[réf. nécessaire]. Sur le monument, ces mots : « Ci-gît madame de Maintenon, 1635-1719 ».

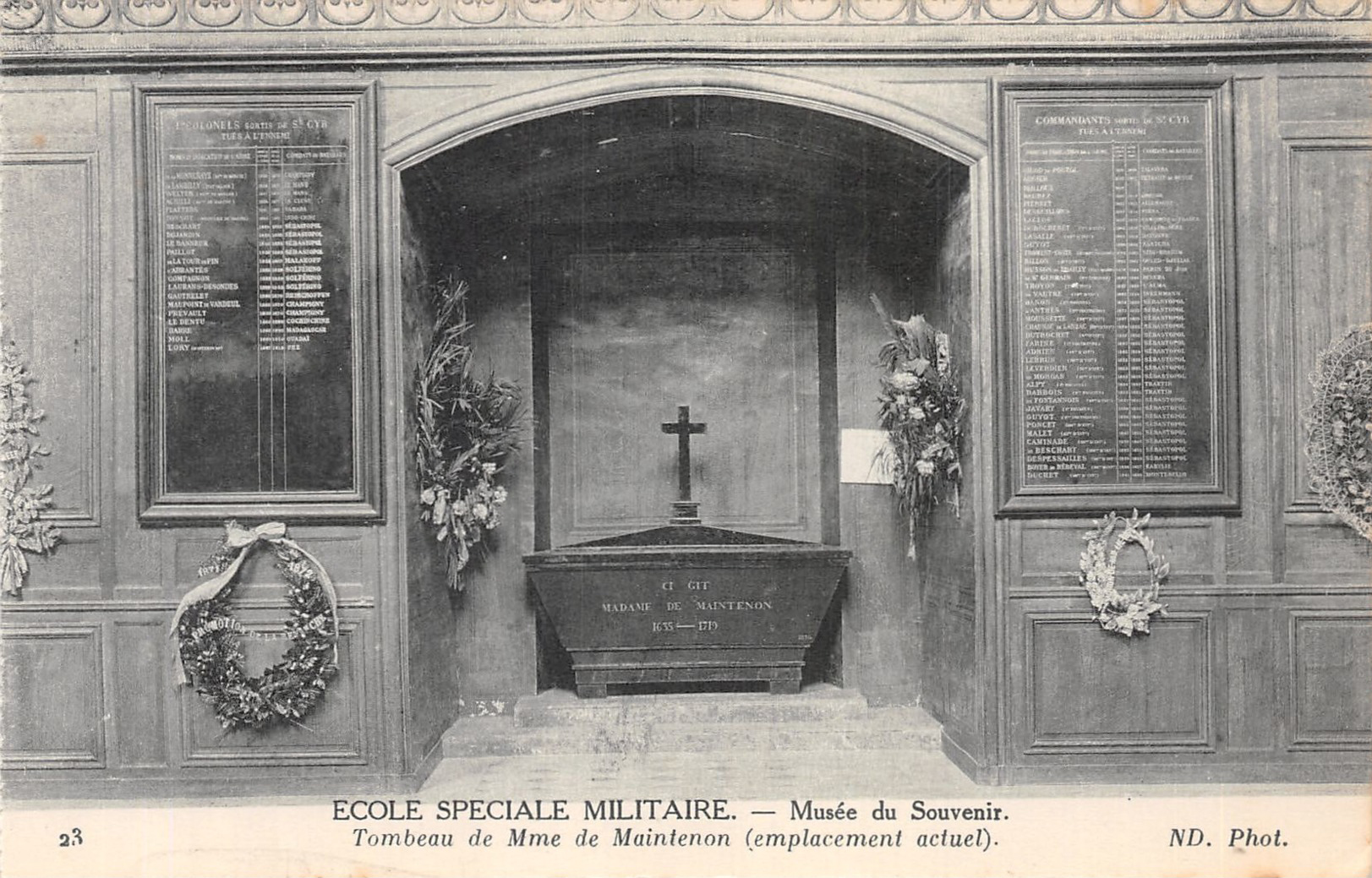
Tombeau de Madame de Maintenon de 1836 à 1944.

En 1890, des travaux ont lieu dans le sous-sol de la chapelle. Le premier tombeau est comblé et les premiers cercueils, en chêne et en plomb sont détruits, mais l'aumônier en recueille quelques fragments. En 1895, le général de Monard ordonne que ce premier tombeau soit restauré et il fait placer dessus une dalle : « Ici a reposé de 1719 à 1794 le corps de Madame de Maintenon, Fondatrice de la Maison de Saint-Cyr ». Dans le même moment, les débris des premiers cercueils sont joints aux restes contenus dans le mausolée de 1836. À cette occasion, un inventaire détaillé est fait en présence de diverses personnes dont Eugène Titeux. Les médecins de l'École identifient les restes comme ceux « d'une personne très âgée, du sexe féminin ». Titeux déduit de tout cela, peut-être hâtivement, qu'il s'agit des restes de Madame de Maintenon. Le tout — restes et débris des cercueils — est placé dans le mausolée, le 18 juin 1895.

### La dernière sépulture

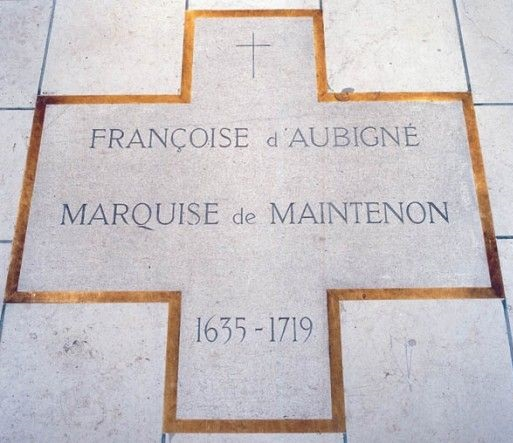
Tombe de Madame de Maintenon

L'établissement occupé par les troupes allemandes est détruit par les bombardements en 1944. C’est pendant des travaux de reconstruction qu’on découvre, dans les greniers[Information douteuse] de Saint-Cyr, une caisse marquée « ossements de Madame de Maintenon ».
Ces restes, d'abord placés dans la chapelle royale de Versailles, sont enterrés depuis le 15 avril 1969 devant l'autel de la chapelle restaurée du nouveau collège militaire de Saint-Cyr. Sur la dalle en forme de croix, tous peuvent aujourd'hui lire : « Françoise d'Aubigné, Marquise de Maintenon, 1635-1719 ». Plusieurs personnes participent à cette cérémonie : le colonel Loyer, chef de corps du collège, monsieur Raimbault, directeur des Études, le lieutenant-colonel Gentilleau, commandant en Second, monsieur Prince, Censeur, monsieur Gérald Van der Kemp, conservateur du château de Versailles, monsieur Sainsaulier, architecte en chef des bâtiments civils et des Palais Nationaux, les commandants des six compagnies, un élève par compagnie, l'adjudant-chef Chêne, président des sous-officiers, et le père Rey, aumônier du collège, ainsi que le président de l'amicale des professeurs.

### Postérité
- Honoré de Balzac a fait de madame de Maintenon un de ses archétypes féminins de La Comédie humaine : « Mais ne serait-ce pas une Maintenon aidée par un confesseur, ou plutôt une femme ambitieuse qui voulait gouverner son mari ?[41] », « Il vint un moment où Joséphine se trouva devant Balthazar comme madame de Maintenon en présence de Louis XIV ; mais sans avoir ni les pompes du pouvoir, ni les ruses d'une cour qui savait jouer des comédies[42]. »
- Les éléments biographiques se retrouvent (entre autres) dans L'allée du roi, de Françoise Chandernagor (Julliard, 1981) ; elle-même s'étant appuyée sur les quatre mille lettres restantes de l'abondante correspondance de Madame de Maintenon[43].
- L'émission Secrets d'Histoire, intitulée L'irrésistible ascension de Madame de Maintenon, lui est consacrée. Le documentaire revient notamment sur son enfance, son mariage avec le poète Paul Scarron, son influence politique auprès du roi ainsi que son rôle de fondatrice de l'école de Saint-Cyr[44].
- Depuis 2015, son destin est retracé dans le spectacle Le Fabuleux Noël du Château de Maintenon, vaste scénographie animée par une communauté de 850 bénévoles et qui attire plus de 20 000 spectateurs par an[45] au château de Maintenon au moment de Noël. Ève Ruggieri prête sa voix à Madame de Maintenon âgée dans plusieurs scènes du spectacle[46].

### Dans les arts
- Dans la fresque de Sacha Guitry retraçant l'histoire du château de Versailles, Si Versailles m'était conté..., Madame de Maintenon est incarnée par Mary Marquet.
- Le roman de Françoise Chandernagor L'Allée du Roi a été adapté plusieurs fois :
  - au théâtre :
    - sous le titre L'Ombre du soleil, montée à Bruxelles (1991, Théâtre royal du Parc), Madame de Maintenon étant interprétée par Jacqueline Bir (reprise en 2008 au Théâtre royal des Galeries)
    - à nouveau au théâtre, adaptée par Françoise Chandernagor et Jean-Claude Idée :
      - en 1994, au théâtre Montparnasse, Madame de Maintenon étant interprétée par Geneviève Casile,
      - en 2008 à Lyon, Madame de Maintenon étant interprétée par Marie-Christine Barrault

  - à la télévision par Nina Companéez, en 1995, avec Dominique Blanc dans le rôle de Madame de Maintenon ;
- Saint-Cyr, film de Patricia Mazuy (2000) se déroule à Saint-Cyr, dans la Maison royale de Saint-Louis, et présente les relations de Madame de Maintenon (Isabelle Huppert) avec les « Demoiselles de Saint-Cyr » ;
- Marisa Berenson interprète Madame de Maintenon dans le téléfilm Julie, chevalier de Maupin réalisé par Charlotte Brandstrom en 2004, avec Sarah Biasini.
- Françoise d'Aubigné est interprétée par Cathialine Andria dans le spectacle musical Le Roi Soleil mis en scène par Kamel Ouali.
- Mme de Maintenon est interprétée, seule sur scène, et mise en scène par Lorraine Pintal dans la pièce de théâtre Madame Louis 14 en 1988 au théâtre de La Rallonge, présentée ensuite un peu partout au Québec et au Canada, puis au Festival des Francophonies à Limoges. Au printemps 2011, la pièce a été remontée, toujours avec Lorraine Pintal dans le rôle-titre et la mise en scène au théâtre du Rideau Vert (Allusion dans la Correspondance générale de Madame de Maintenon, lettre LXII du 6 février 1675 ; récit plaisant dans F. Chadernagor, L'Allée du Roi, chapitre 11).
- Dans la série Versailles, mettant en scène la vie de Louis XIV romancée, Madame de Maintenon est interprétée par Catherine Walker.